# Nels Stewart
Robert Nelson Stewart, född 29 december 1902 i Montreal, Quebec, död 21 augusti 1957, var en kanadensisk professionell ishockeyspelare. Stewart spelade som centerforward i NHL för Montreal Maroons, Boston Bruins och New York Americans från 1925 till 1940. Han vann Stanley Cup 1926 och två Hart Memorial Trophy som ligans mest värdefulle spelare säsongerna 1925–26 och 1929–30.
Nels "Old Poison" Stewart valdes in i Hockey Hall of Fame 1952.

## NHL

### Montreal Maroons
Nels Stewart debuterade i NHL med Montreal Maroons säsongen 1925–26 efter att innan dess ha spelat fem år för Cleveland Indiands i USAHA, United States Hockey Amateur Association. Som rookie gjorde han 34 mål och 8 assist för 42 poäng på 36 matcher och vann målligan, poängligan samt Hart Memorial Trophy som ligans mest värdefulle spelare. I slutspelet 1926 gjorde Stewart flest poäng av alla spelare med 6 mål och 3 assist på 8 matcher. Maroons besegrade Victoria Cougars i finalen och vann klubbens första Stanley Cup.
Sin andra säsong i ligan, 1926–27 ledde Stewart alla spelare med 133 utvisningsminuter. 1928 nådde Maroons Stanley Cup-final men föll mot New York Rangers med 3-2 i matcher. Stewart spelade för Maroons fram till och med säsongen 1931–32.

### Boston Bruins
Inför säsongen 1932–33 sålde Montreal Maroons Stewart till Boston Bruins eftersom klubben led av dålig ekonomi. Stewart fortsatte att vara en produktiv spelare under sina år i Bruins och slutade tvåa i den interna poängligan bakom Marty Barry under alla sina tre hela säsonger i klubben.

### New York Americans
1935 bytte Bruins bort Stewart till New York Americans. Säsongen 1936–37 delade han segern i NHL:s målliga med 23 mål efter att ha spelat 33 matcher för Americans och 10 matcher för Bruins. Stewart spelade för New York Americans fram till och med 1940 då han lade skridskorna på hyllan.

## Meriter
- Stanley Cup – 1926
- Hart Memorial Trophy – 1925–26 och 1929–30
- Vinnare av NHL:s poängliga – 1925–26
- Vinnare av NHL:s målliga – 1925–26 och 1936–37
- Vinnare av Stanley Cup-slutspelets poängliga 1926 med 9 poäng på 8 matcher
- Flest utvisningsminuter säsongen 1926–27 – 133

## Statistik
| 1925–26    | Montreal Maroons   | NHL        | 36  | 34  | 8   | 42  | 119 | 8  | 6 | 3  | 9  | —  |
| 1926–27    | Montreal Maroons   | NHL        | 43  | 17  | 4   | 21  | 133 | 2  | 0 | 0  | 0  | 4  |
| 1927–28    | Montreal Maroons   | NHL        | 42  | 27  | 7   | 34  | 104 | 9  | 2 | 2  | 4  | 13 |
| 1928–29    | Montreal Maroons   | NHL        | 44  | 21  | 8   | 29  | 74  | —  | — | —  | —  | —  |
| 1929–30    | Montreal Maroons   | NHL        | 44  | 39  | 15  | 55  | 81  | 4  | 1 | 1  | 2  | 2  |
| 1930–31    | Montreal Maroons   | NHL        | 43  | 25  | 14  | 39  | 75  | 2  | 1 | 0  | 1  | 6  |
| 1931–32    | Montreal Maroons   | NHL        | 38  | 22  | 11  | 33  | 61  | 4  | 0 | 1  | 1  | 2  |
| 1932–33    | Boston Bruins      | NHL        | 47  | 18  | 18  | 36  | 62  | 5  | 2 | 0  | 2  | 4  |
| 1933–34    | Boston Bruins      | NHL        | 48  | 22  | 17  | 39  | 68  | —  | — | —  | —  | —  |
| 1934–35    | Boston Bruins      | NHL        | 47  | 21  | 18  | 39  | 45  | 4  | 0 | 1  | 1  | 0  |
| 1935–36    | New York Americans | NHL        | 48  | 14  | 15  | 29  | 16  | 5  | 1 | 2  | 3  | 4  |
| 1936–37    | Boston Bruins      | NHL        | 10  | 3   | 2   | 5   | 6   | —  | — | —  | —  | —  |
| 1936–37    | New York Americans | NHL        | 33  | 20  | 10  | 30  | 31  | —  | — | —  | —  | —  |
| 1937–38    | New York Americans | NHL        | 48  | 19  | 17  | 36  | 29  | 6  | 2 | 3  | 5  | 2  |
| 1938–39    | New York Americans | NHL        | 46  | 16  | 19  | 35  | 33  | 2  | 0 | 0  | 0  | 0  |
| 1939–40    | New York Americans | NHL        | 35  | 6   | 7   | 13  | 6   | 3  | 0 | 0  | 0  | 0  |
| NHL totalt | NHL totalt         | NHL totalt | 652 | 324 | 191 | 515 | 943 | 46 | 9 | 10 | 19 | 37 |